# Santu Casanova
Santu Casanova (Arbori, Còrsega 1850 - Livorno 1936) fou un escriptor en cors, un dels pares de la moderna literatura corsa.
D'antuvi començà escrivint en italià, on destacaren les peces Meraviglioso Testamanto di Francesco, morto in Cargese li 18 Maggio 1875 (1876), Contrasto curioso fra un Guagnese e un Chiglianese (1876) i La Morte e i Funerali di Spanetto (1896). Però el 1896 fundà el setmanari satíric A Tramuntana en llengua corsa. Dirigiria la revista fins a la seva mort, i des d'ella s'intentarà sistematitzar l'ortografia del cors. En ella publicarien tots els futurs autors en cors, com Petru Rocca.

## Obres
- Meraviglioso testamento di Francesco, morto in Cargese li 18 Maggio 1875 1875
- Dialetto Corso, 1876
- A morte è i funerali di Spanettu, 1892
- Primavera Corsa, 1927
- Fiori di Cirnu, 1930